# Wissenschaftlicher Mitarbeiter
Als wissenschaftliche Mitarbeiter werden Angestellte oder Beamte an einer Hochschule, einem Forschungsinstitut, einer Bundes- oder Versuchsanstalt bezeichnet, die dort wissenschaftliche Tätigkeiten im Rahmen ihres Arbeitsbereiches ausüben, darunter an Hochschulen oft auch Lehraufgaben. In der Regel sind solche Mitarbeiter einem Wissenschaftler in höherer Position (Professor, Projekt- oder Abteilungsleiter) zugeordnet, der als ihr Fachvorgesetzter fungiert. Im Gegensatz zu Hochschullehrern nehmen sie in Deutschland nach § 53 HRG in der Regel keine selbständigen Aufgaben in Forschung und Lehre wahr.

## Hochschulen
An Hochschulen bearbeiten wissenschaftliche Mitarbeiter Forschungsprojekte und führen häufig auch Lehrveranstaltungen (z. B. Proseminare, Übungen, Praktika) durch. Die Anzahl der verpflichtenden Semesterwochenstunden kann sich je nach Staat, Bundesland und Art des Dienstverhältnisses stark unterscheiden, in Deutschland auch innerhalb der jeweiligen Bundesländer. Bei verbeamteten wissenschaftlichen Mitarbeitern gehören Lehrveranstaltungen zu den Dienstpflichten. Vielfach sind wissenschaftliche Mitarbeiter befristet beschäftigte Nachwuchswissenschaftler, die auf die eigene Promotion hinarbeiten oder nach der Promotion als sogenannte Postdocs oder Habilitanden beschäftigt sind.
Zu unterscheiden ist zum einen zwischen befristet und unbefristet beschäftigten Mitarbeitern sowie zum anderen zwischen Beamten (siehe dazu auch: wissenschaftlicher Assistent) und Mitarbeitern im Angestelltenverhältnis. In einigen Bundesländern ist für die Ernennung zum Akademischen Rat oder Oberrat an einer Hochschule die Promotion oder eine gleichwertige Leistung Voraussetzung. Diese Beamten führen folgende Amtsbezeichnungen:
- Akademischer Rat (A 13); in Österreich: Wissenschaftlicher Rat
- Akademischer Oberrat (A 14)
- Akademischer Direktor (A 15)
- Leitender Akademischer Direktor (A 16)

Leitende Akademische (bzw. wissenschaftliche) Direktoren gibt es jedoch kaum, und insgesamt ist die Zahl der verbeamteten Mitarbeiter an bundesdeutschen und österreichischen Hochschulen seit Jahren rückläufig. Immer öfter sind verbeamtete wissenschaftliche Mitarbeiter Studienräte im Hochschuldienst (A 13); in diesem Fall liegt die Lehrverpflichtung höher, während diese Mitarbeiter zugleich kaum oder keine Forschungsaufgaben haben.
Der größte Teil des sogenannten akademischen Mittelbaus in der Bundesrepublik Deutschland besteht aus wissenschaftlichen Mitarbeitern, die in der Regel befristet, zum Teil aber auch unbefristet im Angestelltenverhältnis beschäftigt werden; sie tragen keine besondere Amtsbezeichnung:
Unabhängig von ihrer Vergütungsgruppe (bei Universitäts-/ Masterabschluss BAT IIa bis I oder TV-L E 13 bis E 15, bei abgeschlossenem Fachhochschul-/ Bachelorstudium BAT Vb bis IVb bzw. TVöD oder TVL E 9 bis E 12) werden sie als Wissenschaftliche Angestellte bezeichnet.
Eine Befristung ist derzeit der Regelfall und erfolgt zumeist nicht nach dem Teilzeit- und Befristungsgesetz, sondern nach dem eigens für den Wissenschaftssektor geschaffenen Gesetz über befristete Arbeitsverträge in der Wissenschaft (WissZeitVG). Meistens handelt es sich um Qualifikationsstellen; dies begründet die Befristung. Nach derzeitigem deutschen Recht beträgt die Höchstdauer einer befristeten Anstellung an einer Hochschule 12 Jahre, im medizinischen Bereich einer Hochschule bis zu 15 Jahre. Dabei werden Zeiten als Angestellter und Beamter auf Zeit zusammengezählt, und zwar als Summe aller befristeten Beschäftigungen, auch wenn diese an unterschiedlichen Hochschulen erfolgt sind: War man also insgesamt 12 bzw. 15 Jahre befristet an deutschen Universitäten beschäftigt, darf man nur noch unbefristet eingestellt werden. Diese Regelung wird seit ihrer Einführung scharf kritisiert, da unbefristete Stellen selten sind, so dass viele hochqualifizierte Forscher nach 12 Jahren faktisch gezwungen werden, der Wissenschaft den Rücken zu kehren. Eine Verlängerung der befristeten Anstellung über diesen Zeitraum hinaus ist nur bei bestimmten gesetzlich festgelegten Ausnahmetatbeständen sowie insbesondere bei Drittmittelfinanzierung möglich. In Österreich sind die Zeiträume ähnlich.
Im Oktober des Jahres 2011 gab die Deutsche Forschungsgemeinschaft eine Empfehlung zur Bezahlung von Promovierenden heraus. Darin werden Unterschiede in der Bezahlung entsprechend den verschiedenen Fachbereichen sichtbar. Weil rechtlich keine Differenzierung zwischen unterschiedlichen wissenschaftlichen Disziplinen vorgesehen ist, wird eine Reduzierung der vertraglichen Arbeitszeit vorgeschlagen. In den Geisteswissenschaften wird ein Teilzeitarbeitsverhältnis mit 65 % der Regelarbeitszeit vorgeschlagen, wohingegen in den Ingenieurwissenschaften 100 % Vollzeitstellen empfohlen sind. Da abweichend von der vertraglich festgesetzten Arbeitszeit zumeist ein Vollzeitäquivalent abzuleisten ist, werden hierdurch gesetzliche Beschränkungen des TV-L umgangen. Das durchschnittliche monatliche Nettoeinkommen von Promovierenden belief sich im Jahr 2017 auf 1.261 Euro. 12 % der Promovierenden haben ein Einkommen von weniger als 826 Euro und liegen damit unter der Armutsgrenze gemäß Definition des Mikrozensus 2010.
Das Land Baden-Württemberg hat mit Gesetz vom 7. November 2007 die Bezeichnung der wissenschaftlichen Mitarbeiter in „Akademische Mitarbeiter“ (mit Großschreibung des Adjektivs) geändert.
In Österreich sind die Mitarbeiter zu einem relativ großen Teil Hochschulassistenten, eine weitere Gruppe wird als Projektassistenten bezeichnet.